# 阿夸维瓦科莱克罗切
阿夸维瓦科莱克罗切（義大利語：Acquaviva Collecroce），是意大利坎波巴索省的一个市镇。总面积28平方公里，人口713人，人口密度25.5人/平方公里（2009年）。ISTAT代码为070001。